# Пешков-Сабуров, Дмитрий Семёнович

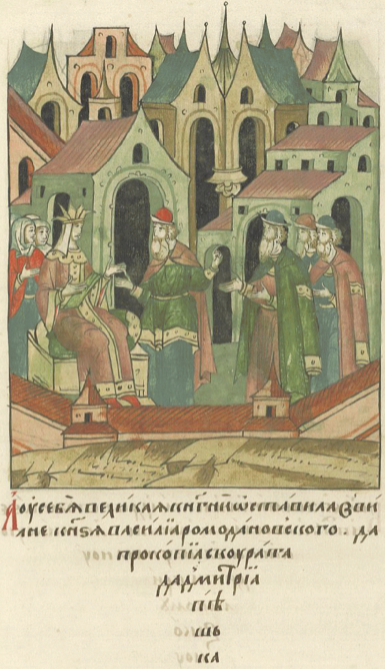
Василий Ромодановский, Прокопий Зиновьевич Скурат, Дмитрий Семёнович Пешков-Сабуров у Елены Ивановны

Боярин Дмитрий Семёнович Пешков-Сабуров — дворецкий, дворянин из потомков татарского мирзы Чета, перешедшего на службу московским князьям. Второй из четырёх сыновей боярина Семёна Фёдоровича Сабурова по прозвищу Пешко, принадлежал к первому поколению, имевшему фамилию Пешков-Сабуров.
В 1491 году после присоединения Тверского княжества к Москве переписывал Зубцовский и Опочецкий уезды.
В 1495 году, как дворецкий, сопровождал в Литву великую княгиню Елену Ивановну для вступления в брак с Александром Ягеллоном. Многочисленная свита Елены Ивановны была после брака отправлена в Москву, среди немногих лиц, которым разрешили на некоторое время остаться в Вильно был Дмитрий Пешков.
Имел трёх сыновей: Ивана, окольничего Семёна, Никифора.